# Prieuré Saint-Jean de l’Habit
 (mai 2021).
La mise en forme du texte ne suit pas les recommandations de Wikipédia : il faut le « wikifier ».
Les points d'amélioration suivants sont les cas les plus fréquents :
- Les titres sont pré-formatés par le logiciel. Ils ne sont ni en capitales, ni en gras.
- Le texte ne doit pas être écrit en capitales (les noms de famille non plus), ni en gras, ni en italique, ni en « petit »…
- Le gras n'est utilisé que pour surligner le titre de l'article dans l'introduction, une seule fois.
- L'italique est rarement utilisé : mots en langue étrangère, titres d'œuvres, noms de bateaux, etc.
- Les citations ne sont pas en italique mais en corps de texte normal. Elles sont entourées par des guillemets français : « et ».
- Les listes à puces sont à éviter, des paragraphes rédigés étant largement préférés. Les tableaux sont à réserver à la présentation de données structurées (résultats, etc.).
- Les appels de note de bas de page (petits chiffres en exposant, introduits par l'outil «  Source ») sont à placer entre la fin de phrase et le point final[comme ça].
- Les liens internes (vers d'autres articles de Wikipédia) sont à choisir avec parcimonie. Créez des liens vers des articles approfondissant le sujet. Les termes génériques sans rapport avec le sujet sont à éviter, ainsi que les répétitions de liens vers un même terme.
- Les liens externes sont à placer uniquement dans une section « Liens externes », à la fin de l'article. Ces liens sont à choisir avec parcimonie suivant les règles définies. Si un lien sert de source à l'article, son insertion dans le texte est à faire par les notes de bas de page.
- La présentation des références doit suivre les conventions bibliographiques. Il est recommandé d'utiliser les modèles {{Ouvrage}}, {{Chapitre}}, {{Article}}, {{Lien web}} et/ou {{Bibliographie}}. Le mode d'édition visuel peut mettre en forme automatiquement les références.
- Insérer une infobox (cadre d'informations à droite) n'est pas obligatoire pour parachever la mise en page.

Pour une aide détaillée, merci de consulter Aide:Wikification.
Si vous pensez que ces points ont été résolus, vous pouvez retirer ce bandeau et améliorer la mise en forme d'un autre article.
 (mars 2025).
Motif : monument simplement "inscrit" dont les vestiges ont été manifestement allègrement transformés
- Archive Wikiwix
- Bing
- Cairn
- DuckDuckGo
- E. Universalis
- Gallica
- Google
- G. Books
- G. News
- G. Scholar
- Persée
- Qwant
- (zh) Baidu
- (ru) Yandex
- (wd) trouver des œuvres sur Wikidata

| 1. | Préciser le motif de la pose du bandeau. | Précisez le motif de la pose du bandeau en utilisant la syntaxe suivante : {{admissibilité à vérifier\|date=juin 2025\|motif=remplacez ce texte par le motif}}                                     |
| 2. | Informer les utilisateurs concernés.     | Pensez à avertir le créateur de l'article, par exemple, en insérant le code ci-dessous sur sa page de discussion : {{subst:avertissement admissibilité à vérifier\|Prieuré Saint-Jean de l’Habit}} |

Le prieuré Saint-Jean de l’Habit est un prieuré de l'abbaye Notre-Dame de Fontevraud. Intégralement détruit, il était situé à l’emplacement actuel du cimetière du bourg et dominait assez nettement l’enceinte abbatiale. Le prieuré, à l’imitation des dispositions initialement prévues pour l’ensemble des implantations fontevristes, constituait le prieuré masculin de l’abbaye royale de Fontevraud.

## Le prieuré au sein de l'ensemble abbatial

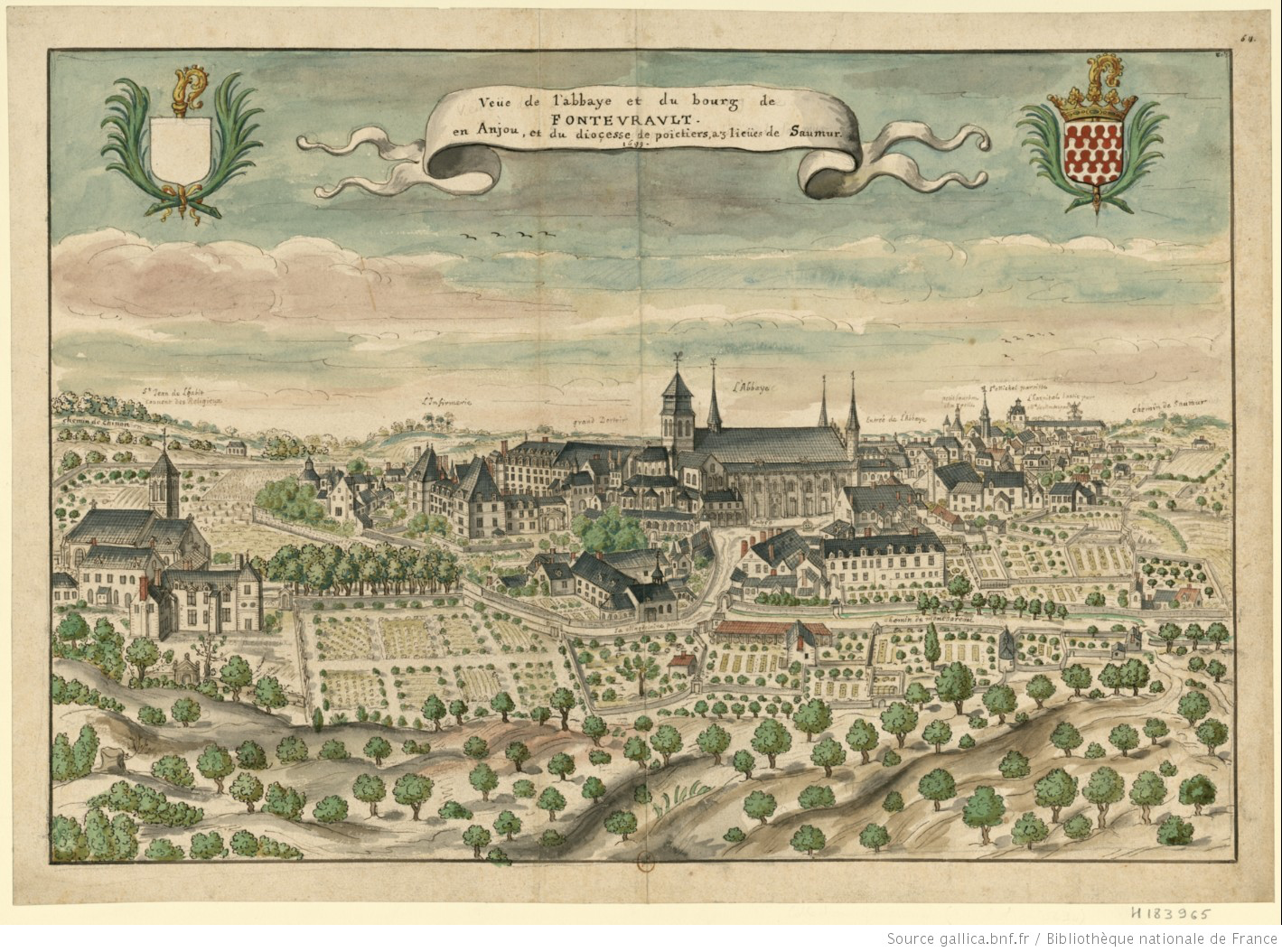
Une vue de l'abbaye et du bourg de Fontevraud, en 1699. Louis Boudan a réalisé plusieurs vues du site.

Le prieuré de Saint-Jean de l'Habit s'inscrit dans l'ensemble abbatial de Fontevraud-l'Abbaye, lequel s'étend sur près de 14 hectares. Situé au nord-est de l’enceinte abbatiale proprement dite, il était relié à celle-ci par une allée d’ormeaux. Il était implanté un peu en hauteur, dominant l’abbaye et hors clôture, clôture qui englobait le Grand-Moutier — l'abbaye mère —, le quartier Saint-Benoît, le prieuré Saint-Lazare et le prieuré de la Madeleine.
Il regroupait les hommes sous l'autorité d'un prieur, lui-même soumis à l'abbesse de Fontevraud. Les prêtres célèbrent la messe et l’administration des sacrements pour les moniales, tandis que les frères lais ont en charge les travaux manuels. Même si le projet initial de Robert d’Arbrissel a pu être d’implanter des structures monastiques doubles en un même lieu, accueillant à la fois moines et moniales, peu fréquents sont les endroits où un tel projet a pu être mené à bien et assez peu nombreux aussi sont les édifices qui ont pu subsister. 
Son nom — sans aucun rapport avec le vêtement monastique — renvoie expressément à la dernière scène de la vie terrestre du Christ, lorsque le disciple de celui-ci part « habiter » avec sa mère Marie.

## Les bâtiments monastiques

### L’église
Cette église, deux fois plus grande que celle servant au culte dans le prieuré de la Madeleine du même ensemble monastique, était orientée classiquement à l’est. En revanche, elle était située au sud du cloître, se différenciant ainsi de la disposition adoptée pour les autres monastères de Fontevraud. Quant à son clocher, il a abrité jusqu’en décembre 1791 cinq cloches, époque à laquelle un charroi leur fit prendre la route de Saumur pour y être fondues.

### La bibliothèque
Elle était répartie entre deux salles, qui contiennent l’une quatre mille volumes, et l’autre mille cinq cents.

### Les cellules
Les trente neufs modestes cellules qui servaient de logements tant aux pères qu'aux frères ont été en grande partie (20 sur 39) désertées par leurs occupants puisque le 13 février 1790 les vœux solennels prêtés par ceux qui voulaient entrer dans les Ordres et Congrégations ont été supprimés par la Constituante. Les envoyés de la municipalité n’y trouvent qu'« un mauvais lit, avec une paillasse, deux matelas, deux draps, une couverture de laine, quelques-uns avec des rideaux, d’autres sans rideaux, une mauvaise table, deux chaises ».

## Prieurs de Saint-Jean de l’Habit

### Jean Lardier
Jean Lardier né à Château-Gontier le 25 novembre 1601 est probablement le prieur, nommé en 1640, puis Visiteur de l'Ordre en 1643, le plus connu du prieuré Saint-Jean de l’Habit grâce à ses travaux de médiatisation de l’Ordre de Fontevraud. Il est d'ailleurs représenté sur le frontispice gravé par F. Poitty de la Règle de l'Ordre, imprimée en 1642 chez A. Vitray, à la demande de la 33e abbesse Jeanne-Baptiste de Bourbon, après qu'elle a mis fin au conflit avec les religieux.
Au-delà des événements liés à la Révolution française et aux pertes qui s’ensuivirent demeure aujourd’hui conservé le célèbre « Inventaire des titres » en sept grand volumes manuscrits rédigés de 1646 à 1658.

### Liste des Prieurs
Parfois aidé d’un Sous-prieur également nommé par l’Abbesse ; ils sont nommés en moyenne pour trois ou quatre ans mais ne reçoivent aucune lettre de nomination, ce qui permet de les révoquer Ad nutum (sans formalité).
- 1166-1174. Pierre de Raonnes puis
- 1737-1741. Charles Daubigeon,
- 1742-1747. René-Louis Cherbonnel,
- 1748-1753. Antoine Fleury-Cosnard,
- 1754-1756. Henri David,
- 1756-1760. Philippe Halbert,
- 1760-1761. Philippe Cherbonnel,
- 1761-1765. Jean-Charles Bodeau (Visiteur de la Province d’Auvergne en 1773),
- 1765-1771. Nicolas Duclos,
- 1771-1774. Claude-Louis Hénin,
- 1774-1777. Jean Saulais,
- 1777-1780. Nicolas Duclos,
- 1780-1783. Jean-Baptiste Marais,
- 1783-1786. Cyprien Curieux,
- 1786-1789. Alexandre Guerrier,
- 1789-1791. Hilaire-François Guillon du Plessis[11].

## Œuvre de fiction
Un moine de Saint-Jean de l’Habit, Adso de Melk est l'un des héros du roman Le Nom de la rose d'Umberto Eco. Il s’est réfugié à Melk, en Autriche.